# Edward Birkbeck
Pour les articles homonymes, voir Birkbeck (homonymie).
Edward Birkbeck, né le 11 octobre 1838 à Keswick et mort le 2 septembre 1908 à Horstead Hall (en), est un yachtman et homme politique britannique. 

## Biographie
Birkbeck se fait connaître comme yachtman. En 1864, il voyage au Spitzberg en compagnie du professeur de zoologie à Cambridge Alfred Newton et de Graham Manners Sutton. Il loue pour l'occasion un sloop norvégien. Newton sur le yacht et Birkbeck sur le sloop se séparent. Le yacht est bloqué dans le Storfjorden tandis que le sloop rejoint les îles Ryke Yseøyane d'où Birkbeck aperçoit la terre de Wyche. Mais arrêté par les glaces, il fait demi-tour
Birkbeck est élu député conservateur de North Norfolk de 1879 (réélu lors d'une élection partielle après la mort du colonel Duff) à 1885 et d'East Norfolk de 1885 à 1892. Il a été défait aux élections générales de 1892 par Robert Price. Il a été créé baronnet, de Horstead Hall (en), dans la paroisse de Horstead, dans le comté de Norfolk le 9 mars 1886. 
Il résidait à Horstead Hall, un manoir situé dans un vaste terrain isolé à l'extérieur de Horstead, remodelé dans le style Tudor en 1835. Il y divertit Lord Salisbury au moins une fois (1887) et y élevait du bétail Jersey. Il améliora les bâtiments de la ferme en y ajoutant, entre autres, un château d'eau à l'italienne, des cottages et l'un des deux pavillons faisant face à Buxton.
Il a été, entre autres, président de la National Sea Fisheries Protection Association et président de la Royal National Lifeboat Institution.
En juin 1902, il est à bord du torpilleur allemand S. 42 lorsqu'il coule au large de Cuxhaven, après avoir été accidentellement écrasé par le navire à vapeur SS Frisby. Il avait obtenu le passage dans le torpilleur de Heligoland à Cuxhaven, revenant de la course de yachts de Douvres à Heligoland, et ressort indemne de l'accident, bien que le capitaine et plusieurs membres d'équipage allemands se soient noyés.
Il meurt le 2 septembre 1908. Le domaine de Horstead Hall passe à une branche collatérale de sa famille.